# Bebelplatz
Der Bebelplatz (umgangssprachlich: Opernplatz) ist ein nach dem deutschen Sozialdemokraten August Bebel (1840–1913) benannter Platz im Berliner Ortsteil Mitte. Er entstand ab 1740 im Auftrag Friedrichs des Großen nach Plänen Georg Wenzeslaus von Knobelsdorffs im Stil des Rokoko als Teil des Forum Fridericianum. Der Bebelplatz besteht aus einer Grünfläche östlich und einer Freifläche westlich der ihn beherrschenden Staatsoper. Er grenzt im Norden an die Prachtstraße Unter den Linden, im Osten an das Prinzessinnenpalais, im Süden an die St.-Hedwigs-Kathedrale und die Behrenstraße sowie im Westen an die Alte Bibliothek und das Alte Palais.

## Beschreibung
Der im historischen Stadtteil Dorotheenstadt gelegene Platz gliedert sich in eine kleinere Grünfläche östlich und in eine größere Freifläche westlich der Oper. Er bildet die Mitte des ab 1740 von Friedrich dem Großen geplanten und von Georg Wenzeslaus von Knobelsdorff ausgeführten Forum Fridericianum.

### Grünfläche
Den östlichen Teil des Platzes bildet eine Grünfläche, die um 1740 als privater Garten des Prinzessinnenpalais („Prinzessinnengarten“) im Verlauf des zugeschütteten Festungsgrabens angelegt wurde. Die mit Bäumen bepflanzte und von einer Mauer umgebene Grünfläche wurde im Zweiten Weltkrieg zerstört und danach in den Platz eingegliedert. Beim Wiederaufbau des Prinzessinnenpalais wurde sie 1964 von Rolf Rühle als öffentlicher Garten des Operncafés („Operngarten“) neu angelegt und zuletzt 2002 von Birgit Hammer umgestaltet.

### Freifläche
Den westlichen Teil des Platzes bildet eine Freifläche, die um 1740 als Teil des Forum Fridericianum angelegt wurde, dem von Friedrich dem Großen zunächst größer geplanten und dann von Georg Wenzeslaus von Knobelsdorff kleiner ausgeführten „Residenzplatz ohne Residenz“. An den Rändern wurden die Königliche Oper, die katholische Hedwigskirche, die Königliche Bibliothek, das Palais des Markgrafen von Schwedt und das Palais des Prinzen Heinrich errichtet. Das barocke Palais des Markgrafen von Schwedt wich im Jahr 1834 schließlich dem klassizistischen Palais des Prinzen Wilhelm, der 1861 zum König von Preußen und 1871 zum Deutschen Kaiser aufstieg.
Im Jahr 1845 ließ Friedrich Wilhelm IV. den Platz von Peter Joseph Lenné zur Grünfläche umgestalten und mit Sträuchern bepflanzen. In der Mitte wurden 1895 das Kaiserin-Augusta-Denkmal von Fritz Schaper errichtet und 1914 die Zufahrtsrampe des Lindentunnels gebaut. Durch diese Maßnahmen ging die Wirkung des als Architekturplatz konzipierten Stadtraumes weitgehend verloren.
Im Jahr 1928 ließen der Berliner Magistrat und die Preußische Staatsregierung den Platz anlässlich des Umbaus der Staatsoper von Eduard Fürstenau wieder zur Freifläche verwandeln. Dabei wurden das Kaiserin-Augusta-Denkmal in den Park Monbijou versetzt und die Zufahrtsrampe des Lindentunnels zurückgebaut. Die Fläche erhielt eine Pflasterung mit 51 cm × 51 cm großen Granitplatten in 5,20 m messenden Quadraten und dazwischen mit 10 cm × 10 cm kleinen Granitsteinen. Seitdem präsentiert sich der historische Opernplatz wieder wie zur Zeit Friedrichs des Großen als reiner Architekturplatz.

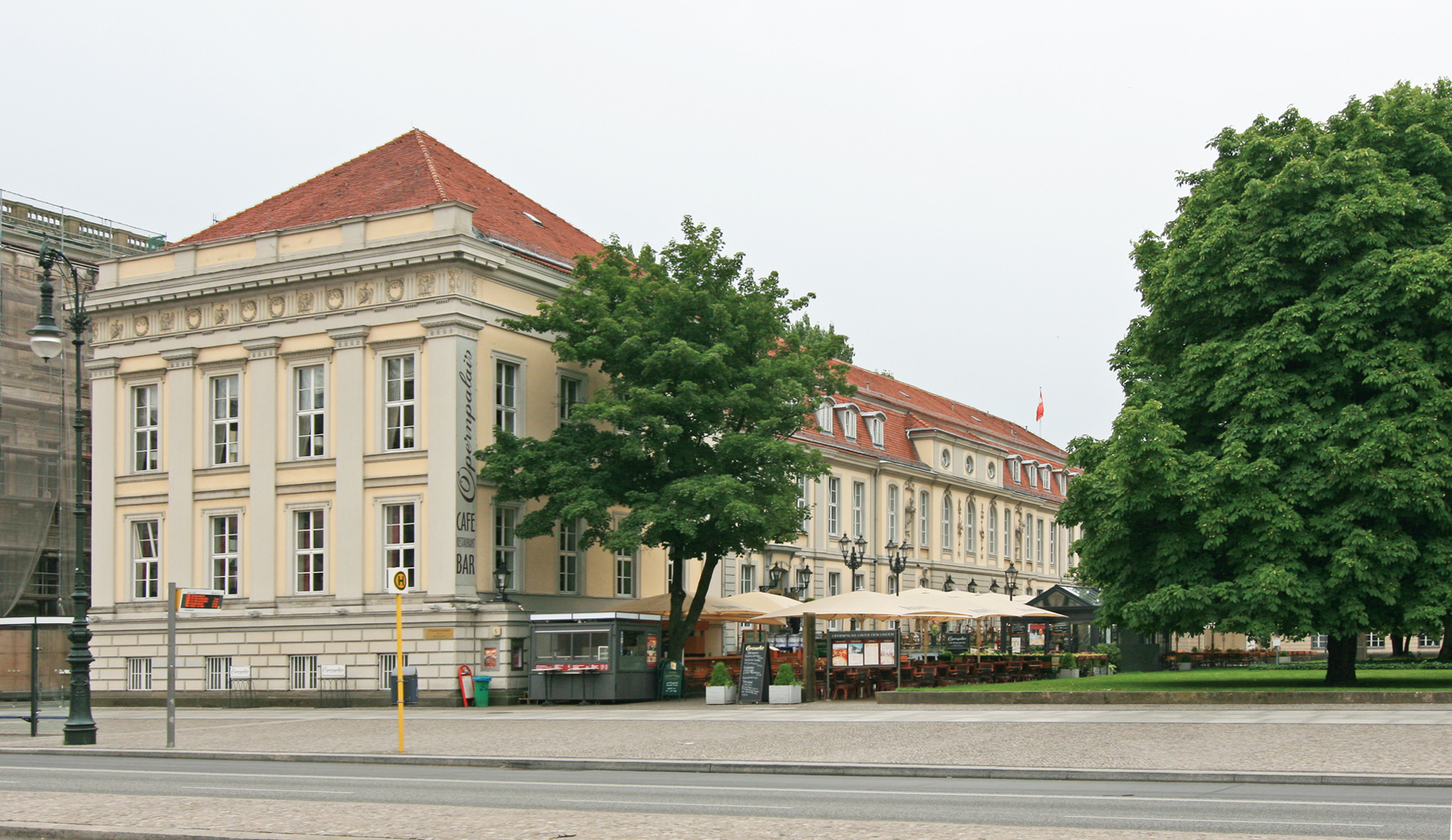
Prinzessinnenpalais
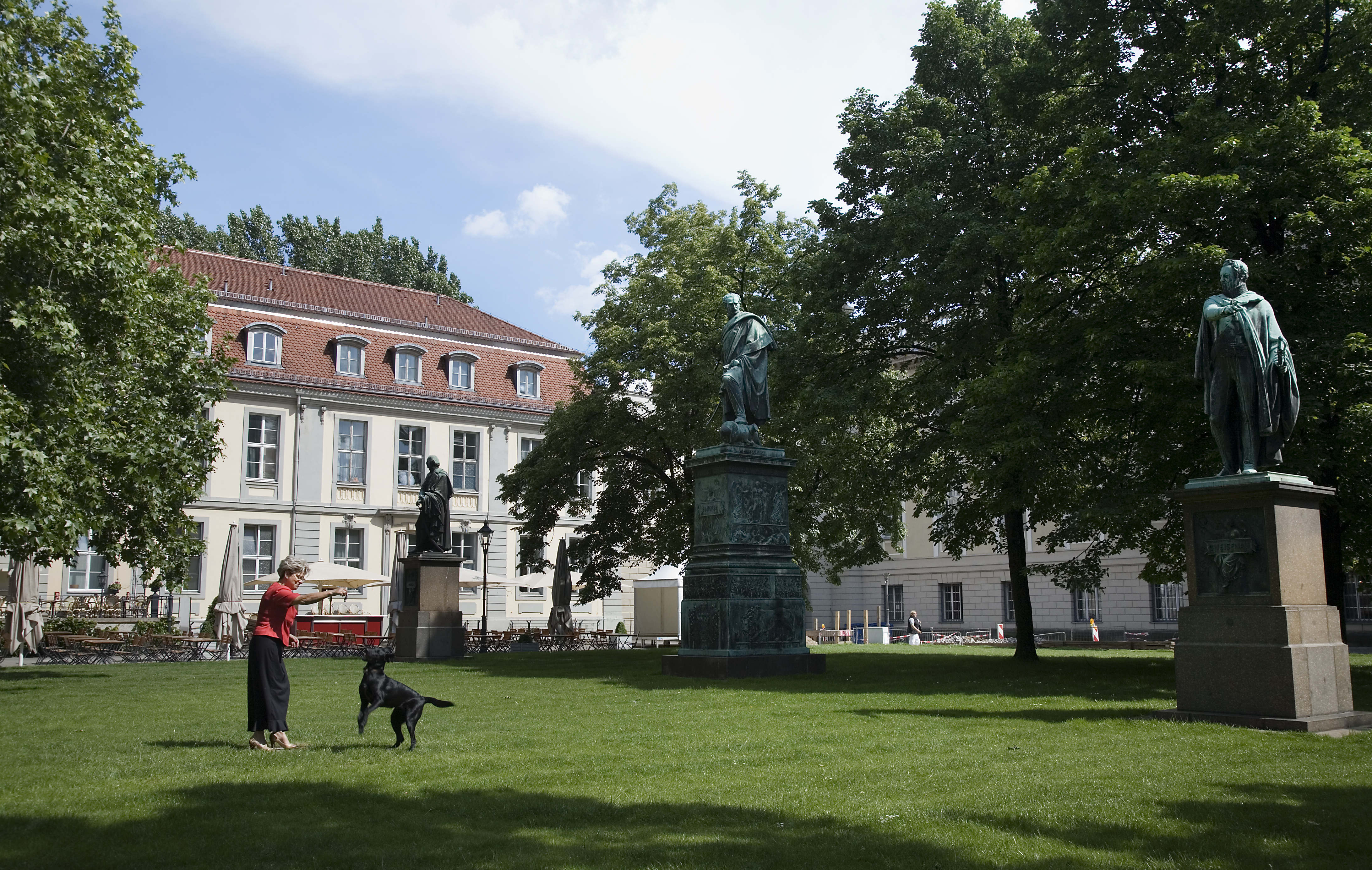
Östlicher Bebelplatz (Grünfläche)
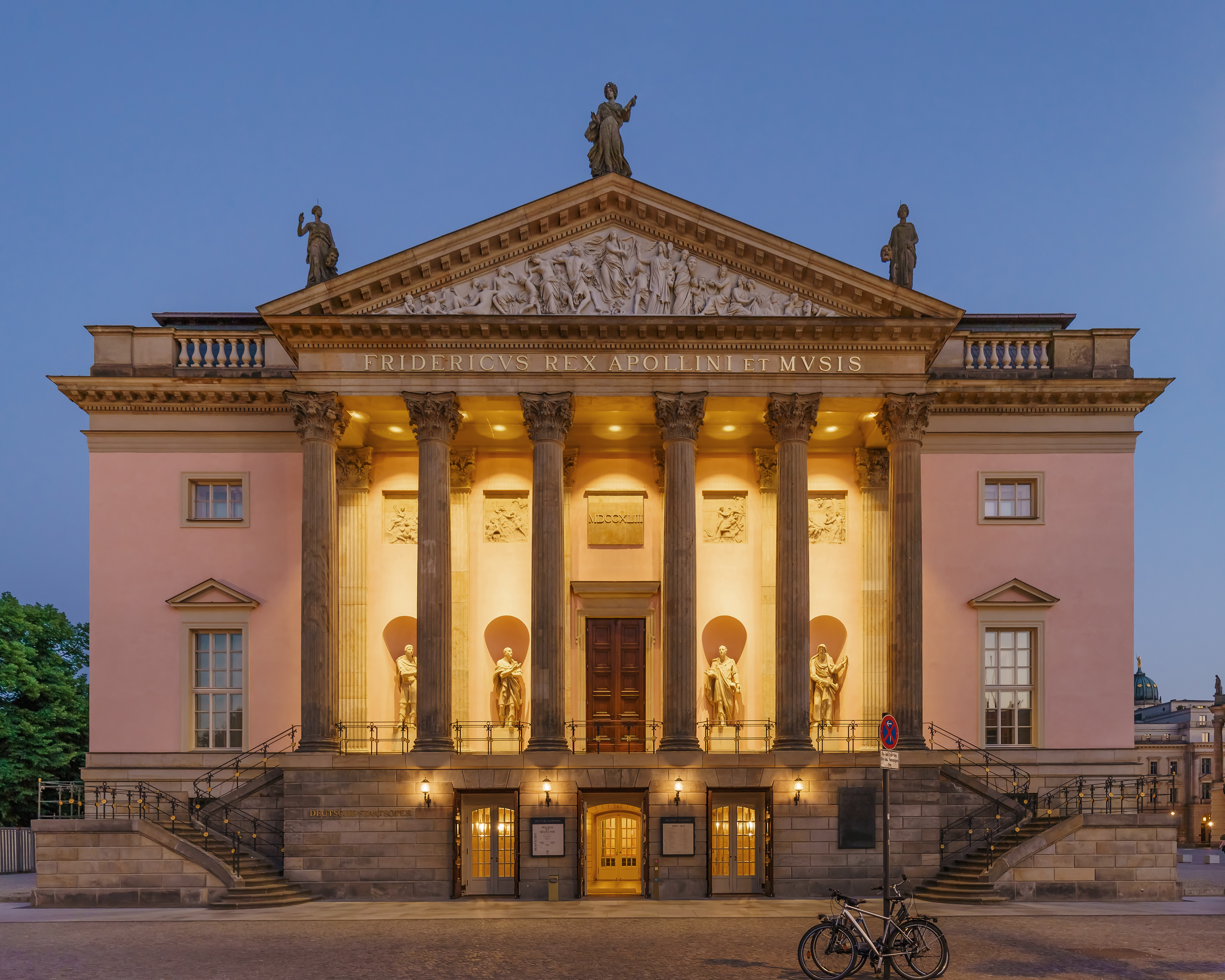
Staatsoper Unter den Linden in der Platzmitte
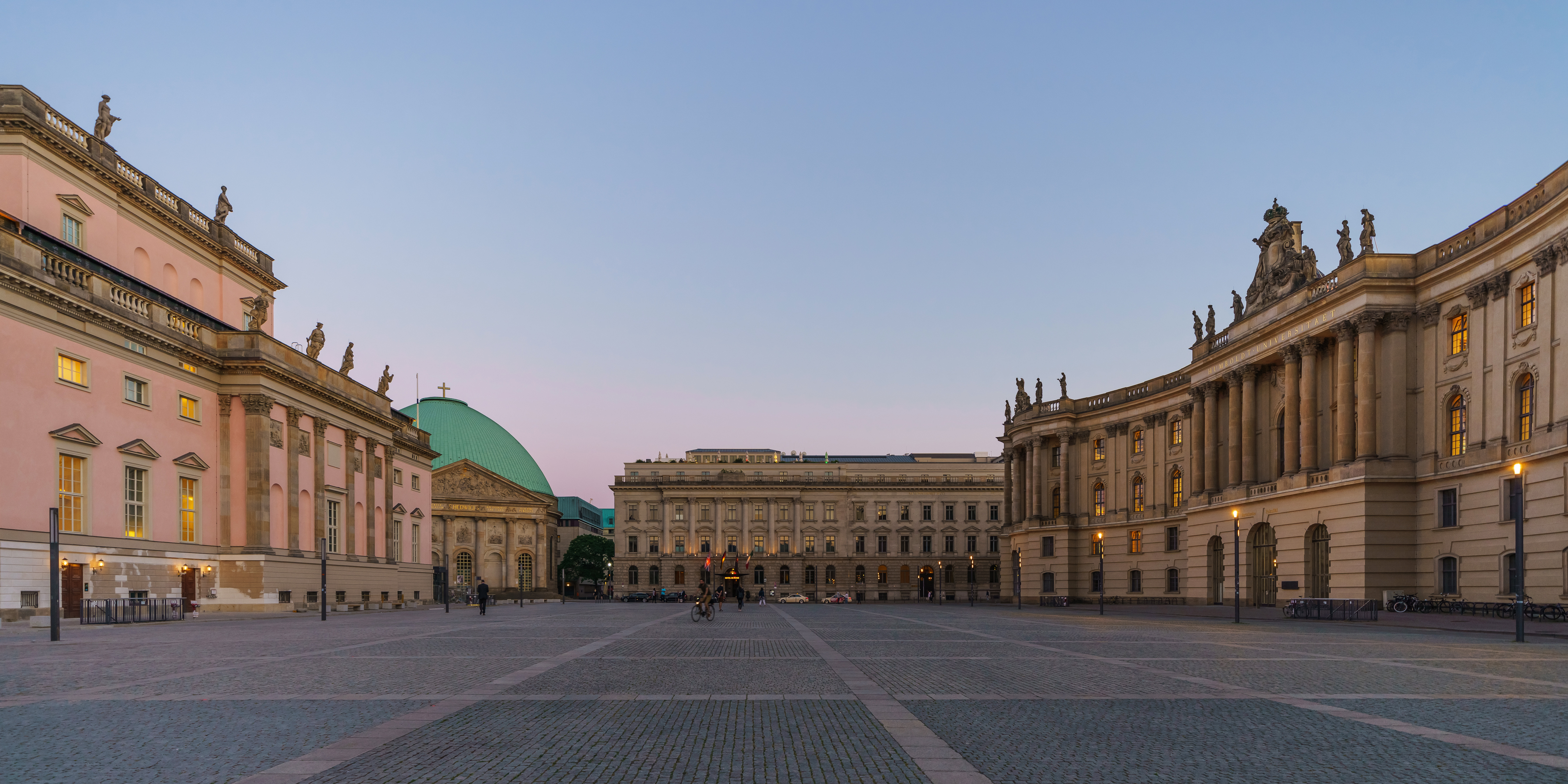
Westlicher Bebelplatz (Freifläche)
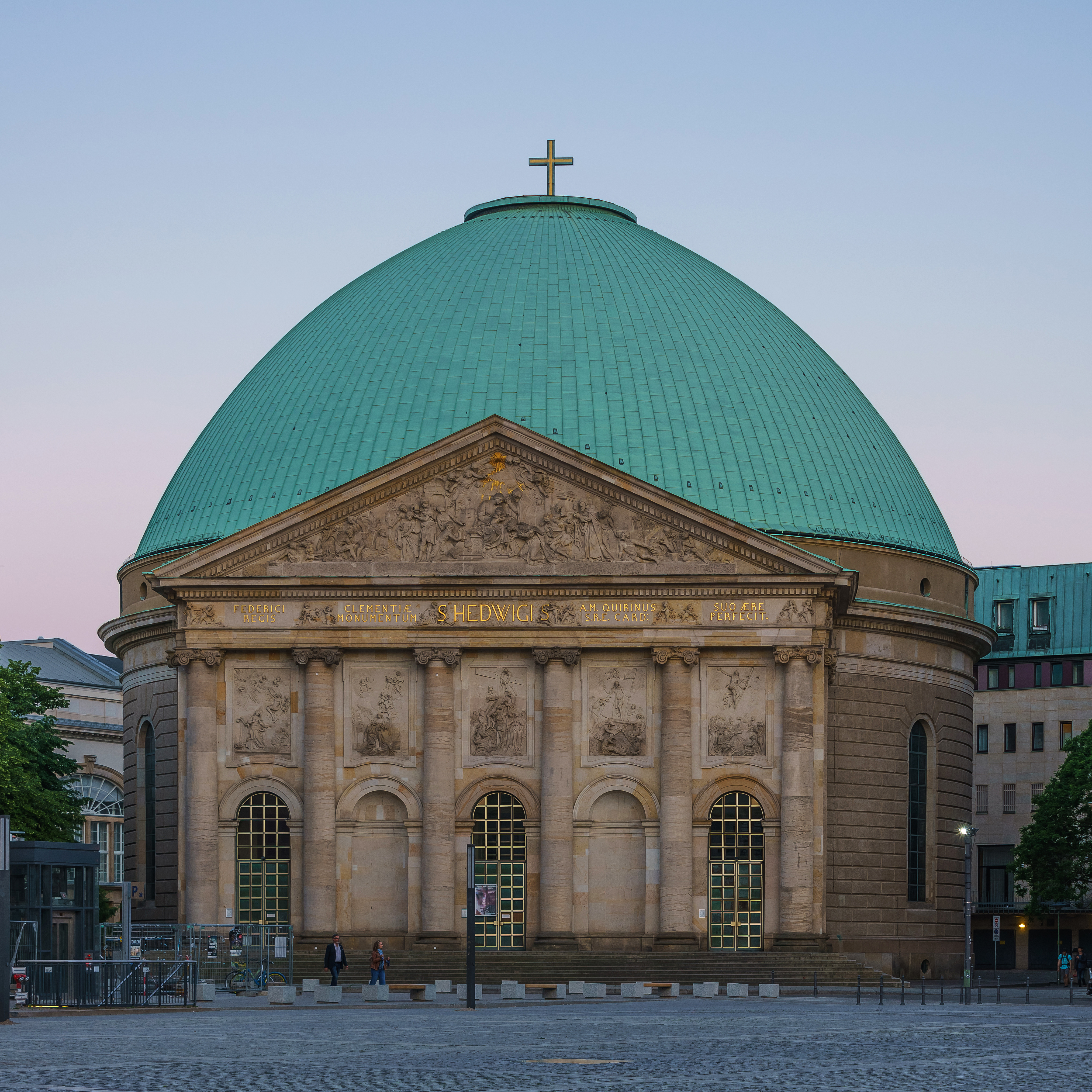
St.-Hedwigs-Kathedrale an der Südseite
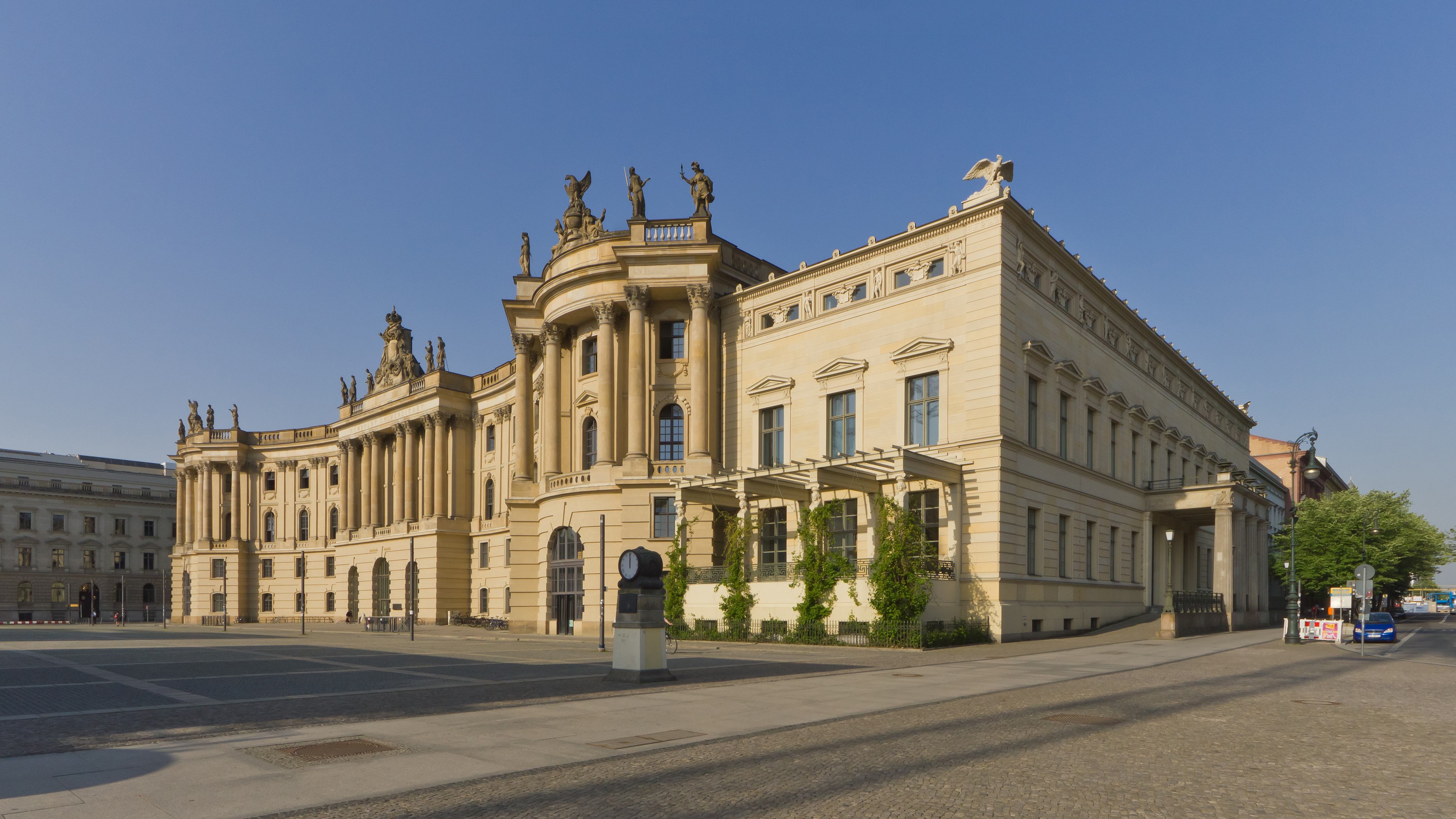
Alte Bibliothek und Altes Palais an der Westseite

## Geschichte

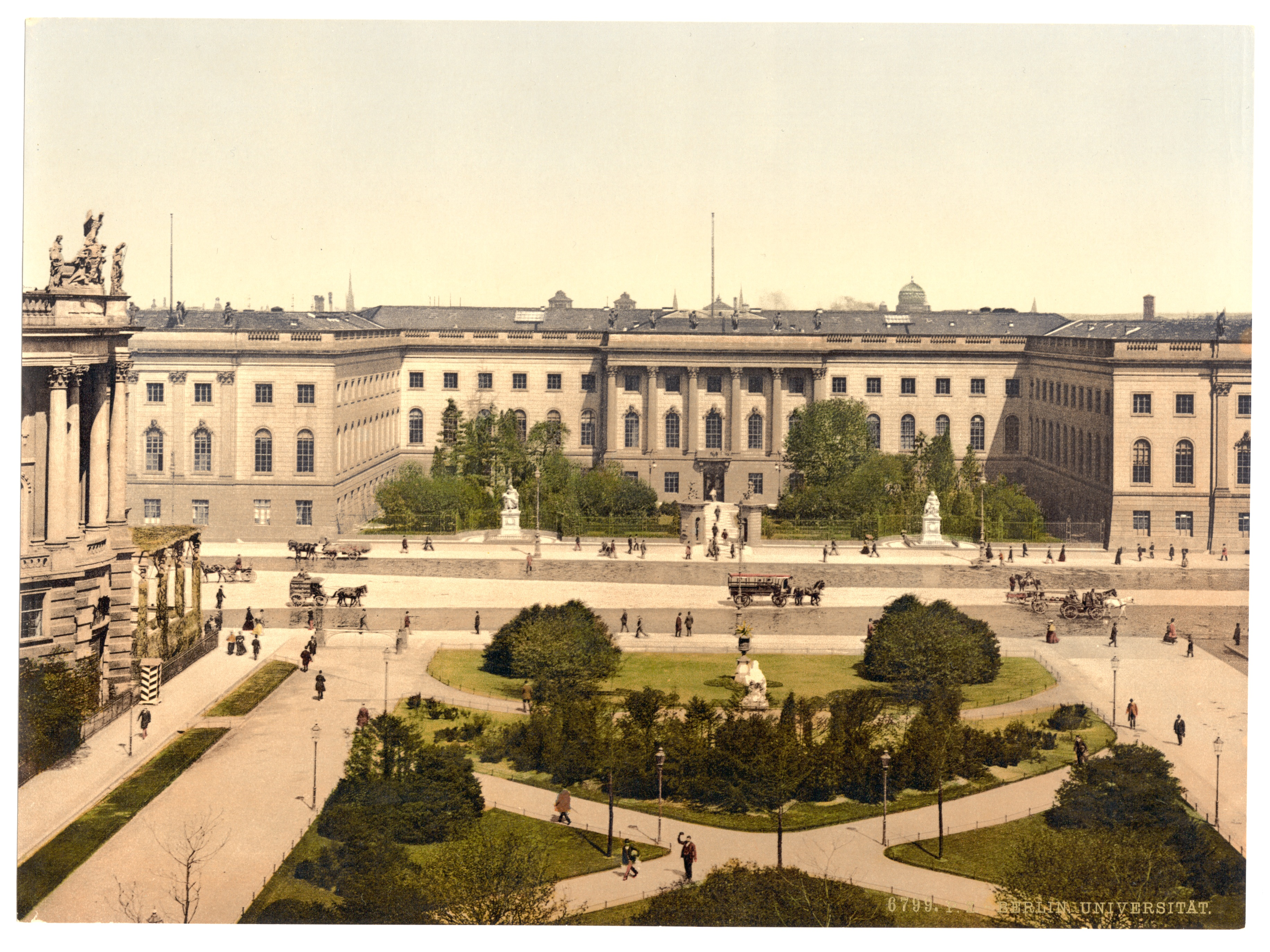
Opernplatz als Grünfläche mit dem Denkmal für Kaiserin Augusta von Fritz Schaper, um 1900

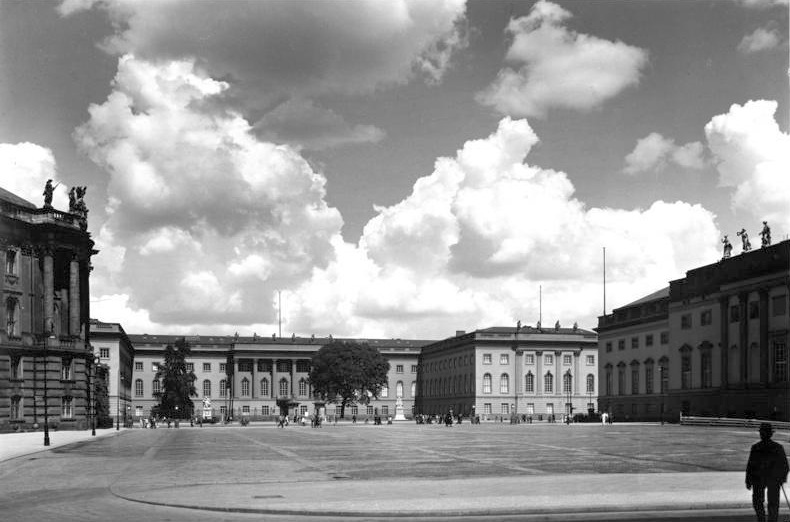
Opernplatz als Freifläche

### Ereignisse
Das Opernplatz-Areal war am 10. Mai 1933 Hauptschauplatz der durch die Deutsche Studentenschaft in Deutschland geplanten und durchgeführten Bücherverbrennungen. In Berlin verbrannten etwa 70.000 Studenten, Professoren und Mitglieder der SA und SS Bücher von als „undeutsch“ bezeichneten Autoren, darunter Schriften von Sigmund Freud, Erich Kästner, Heinrich Mann, Karl Marx und Kurt Tucholsky. Kästner hatte sich unter die fanatisierten Zuschauer begeben, er „hörte die schmalzigen Tiraden des kleinen, abgefeimten Lügners [Anm.: gemeint ist Propagandaminister Joseph Goebbels]. Begräbniswetter hing über der Stadt“.
Die historische Bebauung erlitt im Zweiten Weltkrieg starke Schäden. Beim Wiederaufbau des Ost-Berliner Stadtzentrums wurden die Gebäude am Platz unter Bewahrung der historischen Fassaden, zum Teil nach ihrer Entkernung, rekonstruiert. Das Bauensemble rund um den Platz steht unter Denkmalschutz.
Von 1928 bis 1990 diente die Freifläche hauptsächlich als Parkplatz. Seit Dezember 2004 befindet sich unter dem Bebelplatz eine Tiefgarage mit zwei Untergeschossen für 462 Fahrzeuge mit direktem Zugang zur Staatsoper Unter den Linden. Von dem Verbindungsgang führt eine Tür zum verbliebenen Teil des Lindentunnels, dessen Westrampe sich von 1916 bis 1926 zwischen Opernhaus und Kommode befand. Die in den 2000er Jahren erfolgte Verengung des Boulevards Unter den Linden, der sich in diesem Bereich zu einer überbeanspruchten Autostraße entwickelt hatte, soll dazu beitragen, den historischen Stadtraum Forum Fridericianum wieder aufzuwerten. Im Jahr 2006 eröffnete im Süden des Platzes das exklusive Rocco Forte Hotel de Rome.

### Benennungen
Nach Fertigstellung der Königlichen Oper 1743 erhielt er den Namen Platz am Opernhaus und umfasste die Fläche zwischen Oper und Kommode, vom Prinz-Heinrich-Palais bis zur St.-Hedwigs-Kirche. In den Jahren 1845–1850 wurde der Platz zwischen Oper und Kommode nach Plänen von Peter Joseph Lenné begrünt. Im Jahr 1910 erfolgte die Umbenennung in Kaiser-Franz-Joseph-Platz nach dem österreichischen Kaiser Franz Joseph I. Am 31. August 1947 wurde der Platz nach August Bebel (1840–1913) benannt, dem Mitbegründer und Führer der deutschen Sozialdemokratie. Die Bezeichnung August-Bebel-Platz wurde später zu Bebelplatz verkürzt. Über alle Umbenennungen hinweg wurde und wird der Platz umgangssprachlich Opernplatz genannt.

## Denkmäler

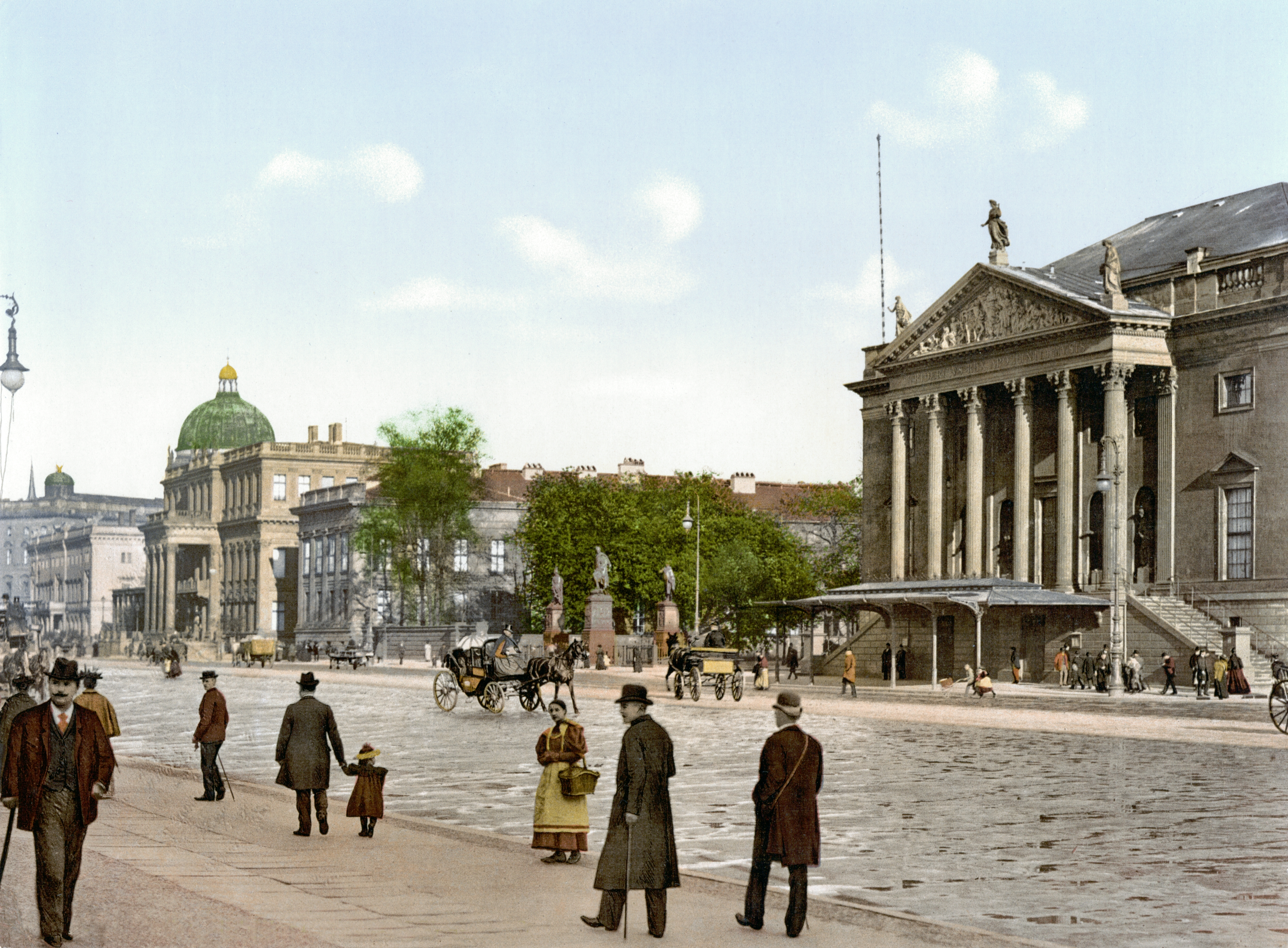
Denkmäler Yorcks, Blüchers und Gneisenaus, um 1900

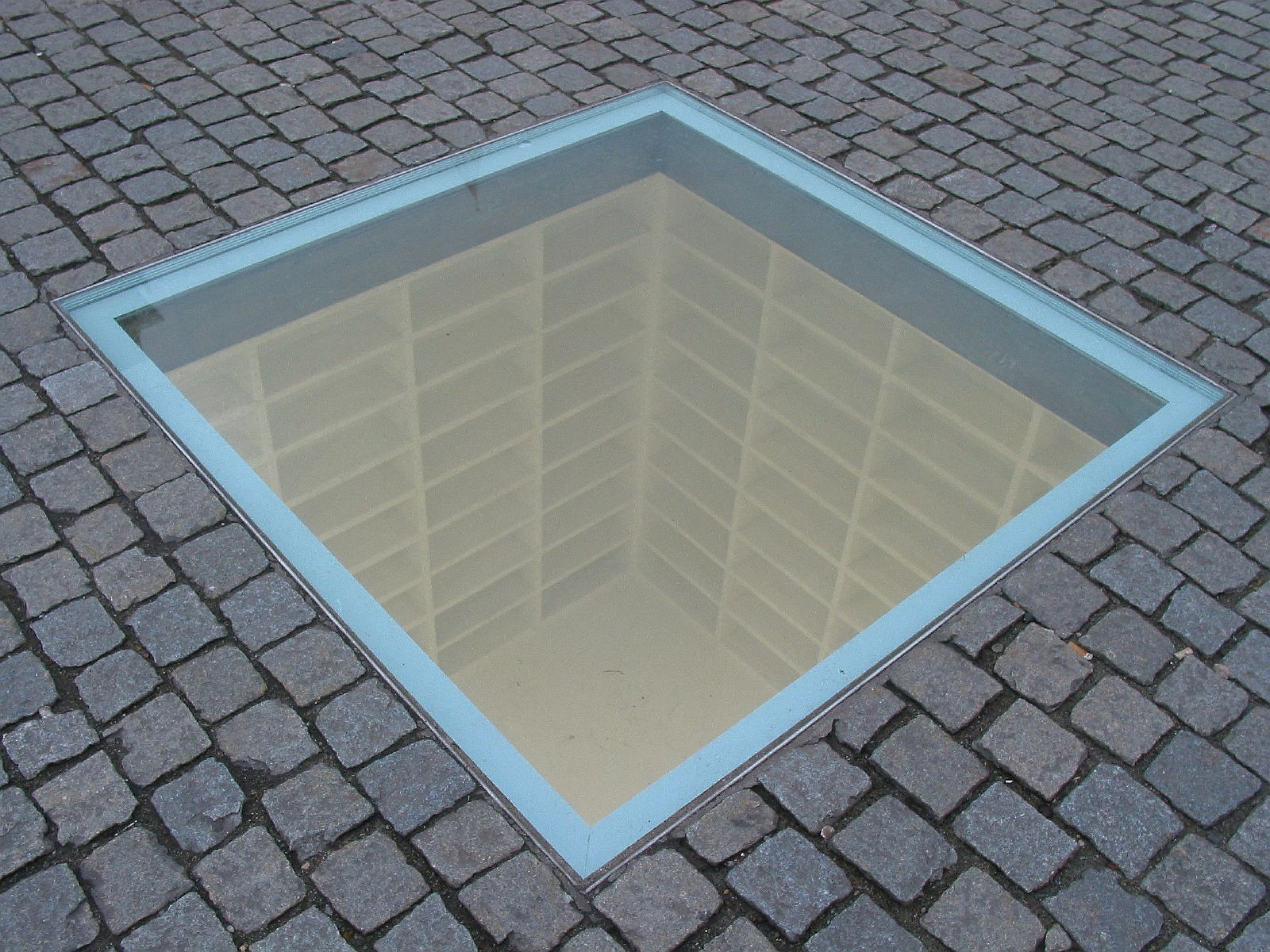
Denkmal zur Erinnerung an die Bücherverbrennung

Seit 1855 standen im vorderen Bereich der heutigen Grünfläche die Bronzedenkmäler für Ludwig Yorck von Wartenburg, Gebhard Leberecht von Blücher und August Neidhardt von Gneisenau. Die Figuren gestaltete der Bildhauer Christian Daniel Rauch, die Sockel der Architekt Karl Friedrich Schinkel. Gemeinsam mit den Marmordenkmälern für Friedrich Wilhelm von Bülow und Gerhard von Scharnhorst, die seit 1822 neben der Neuen Wache standen, erinnern sie an die wichtigsten Generäle Preußens in den Napoleonischen Kriegen und gehören zu den bedeutendsten Werken der Berliner Bildhauerschule. An ursprünglicher Stelle standen die Denkmäler in programmatischem Bezug zueinander, zu den Viktorienreliefs an der Neuen Wache und zu den Kriegerskulpturen an der Schloßbrücke.
Den Zweiten Weltkrieg überstanden die Denkmäler ab 1942 in gemauerten Einhausungen, die bei Scharnhorst und Bülow repräsentativ gestaltet waren. Am Beginn der DDR-Zeit wurden 1950 alle Denkmäler anlässlich des ersten Deutschlandtreffens der Jugend entfernt. Die Sockel der Statuen Bülows und Scharnhorsts schmückten nun in Deutsch (Bülow) und Russisch (Scharnhorst) ein Lob- und Dankesspruch für Stalin. Im Zuge der Rehabilitierung des preußischen Erbes wurden die ebenfalls abgebauten Bronzedenkmäler für Yorck, Blücher und Gneisenau 1964 im hinteren Bereich der Grünfläche neu aufgestellt.
Nach der Wiedervereinigung wurden 2002 im vorderen Bereich der Grünfläche auch die Marmordenkmäler für Scharnhorst und Bülow unter Verlust ihrer programmatischen Bezüge neu aufgestellt. In jüngerer Zeit fordern Bürgerinitiativen, Kunsthistoriker und Publizisten mit Verweis auf den Gestaltungswert der Schinkelzeit und auf Artikel 8 der Charta von Venedig, alle Denkmäler an ursprünglicher Stelle wieder aufzustellen. Der Landesdenkmalrat lehnte dies 2017 mit Verweis auf den Gestaltungswert der DDR-Zeit und auf die Widmung der Neuen Wache jedoch ab.
Am 20. März 1995 wurde das Denkmal zur Erinnerung an die Bücherverbrennung des israelischen Künstlers Micha Ullman eingeweiht. Durch eine gläserne Bodenplatte in der Platzmitte blickt man in einen unterirdischen Raum mit leeren, für etwa 20.000 Bücher (so viele wurden verbrannt) Platz bietenden, weißen Bücherregalen aus Beton.
Die völkerverbindende Ausstellung der United Buddy Bears kehrte nach drei Jahren Welttournee nach Berlin zurück und präsentierte sich 2006 auf dem Bebelplatz weitläufig um dieses Mahnmal Versunkene Bibliothek. Seit 2010 liegt von dem israelischen Autor Chaim Be’er auch die deutsche Übersetzung seines Romans Bebelplatz vor, in dem der Platz und dieses Denkmal eine bedeutende Rolle spielen.

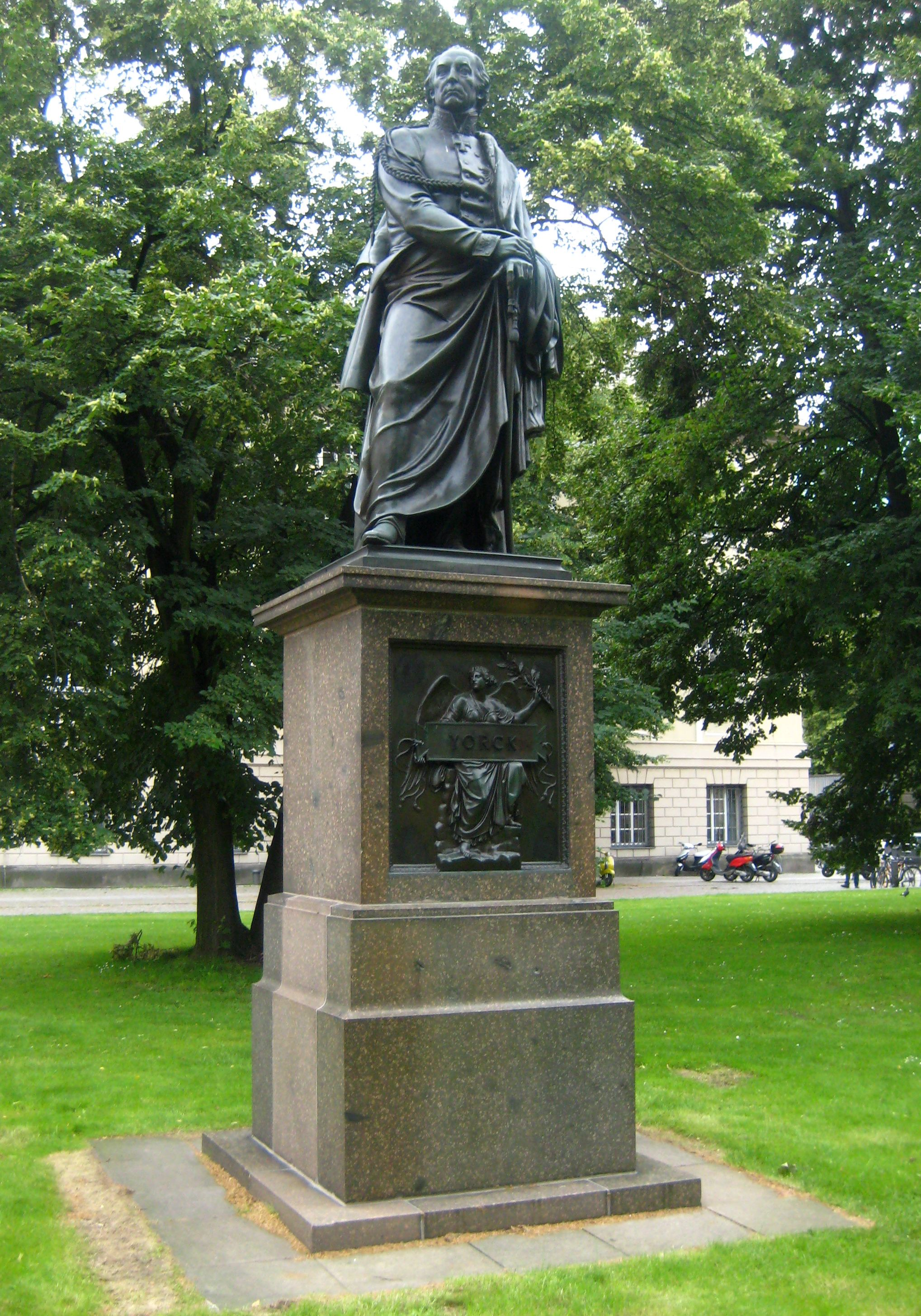
Yorck-Denkmal
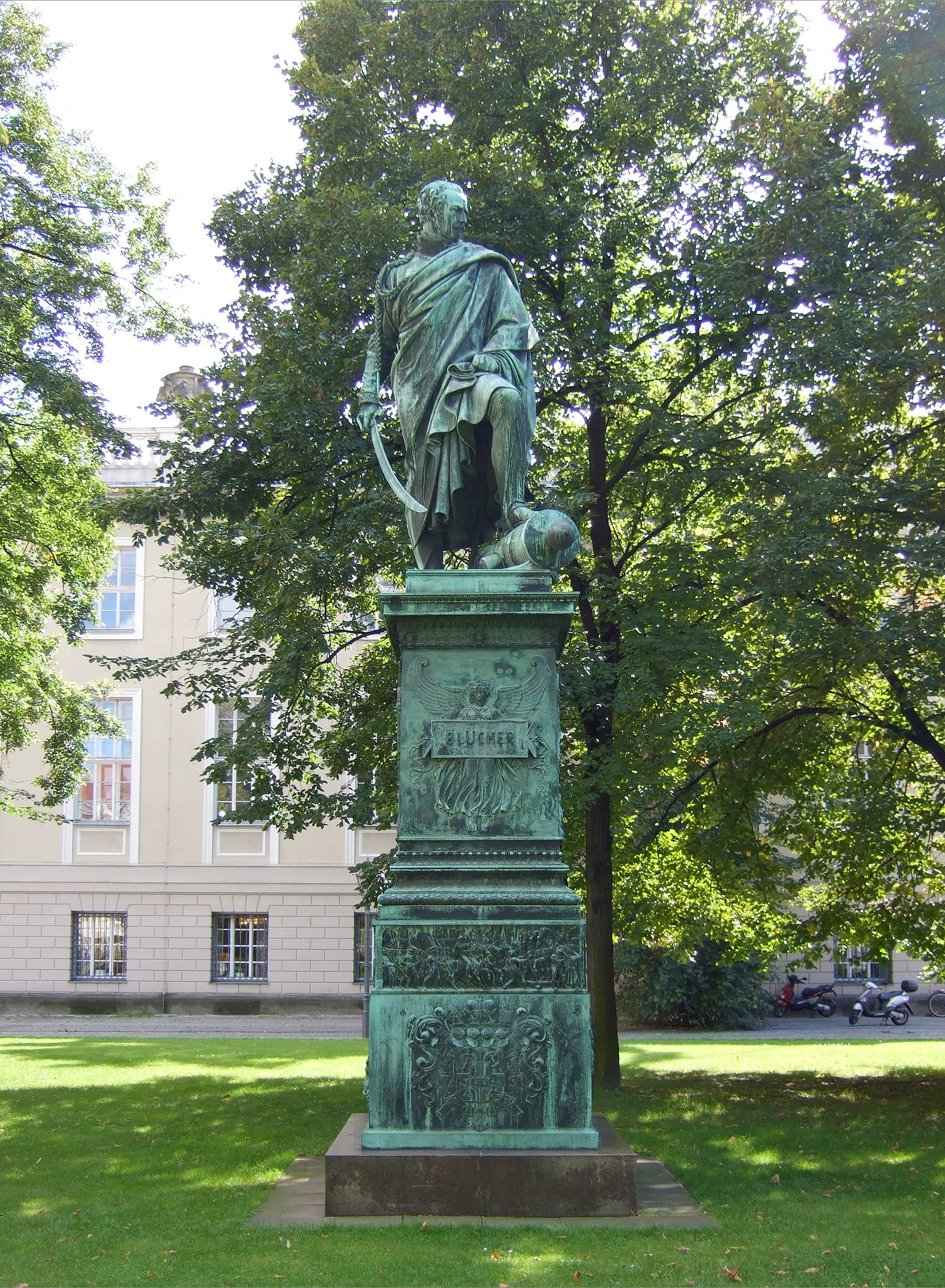
Blücher-Denkmal
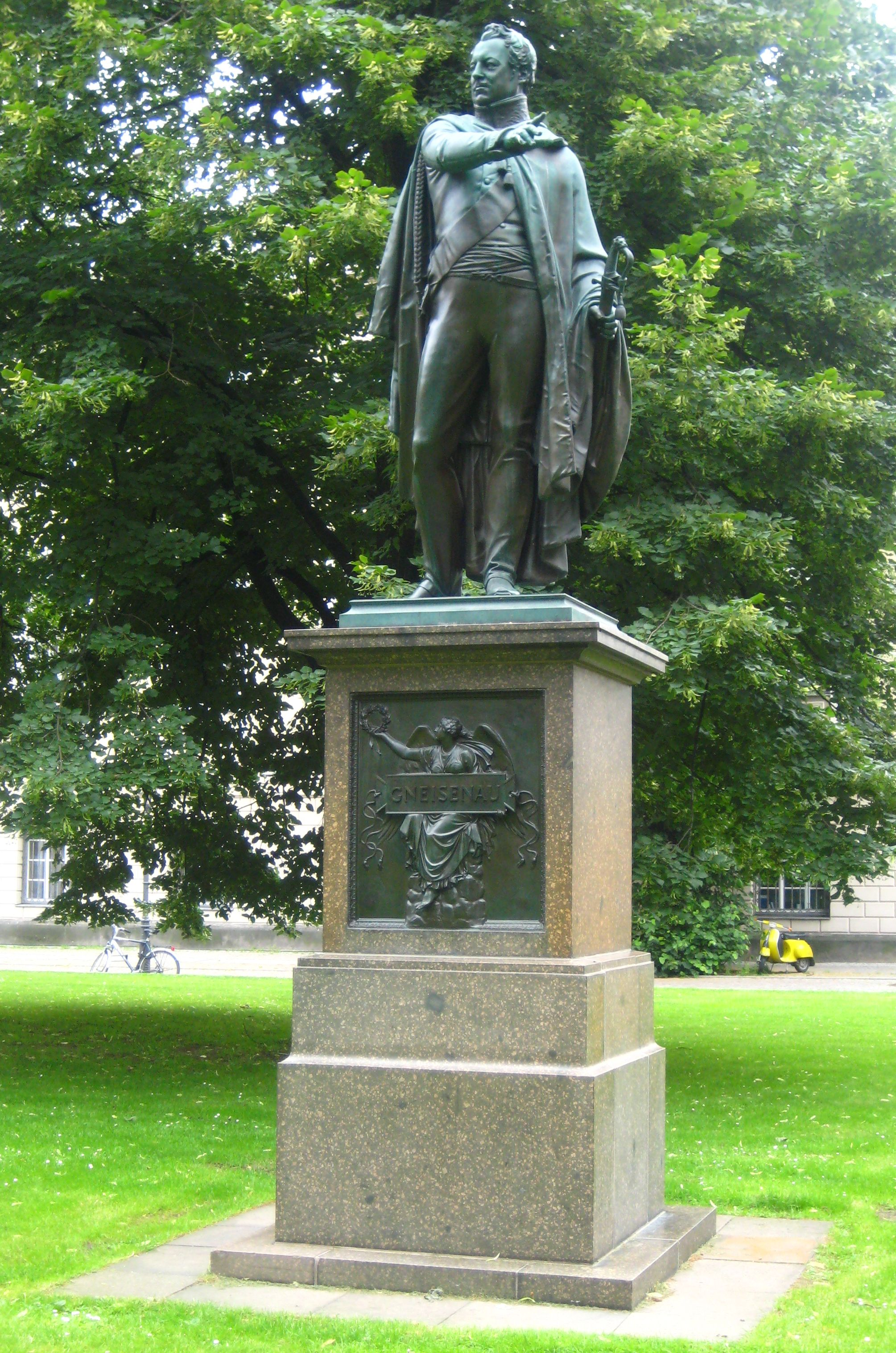
Gneisenau-Denkmal
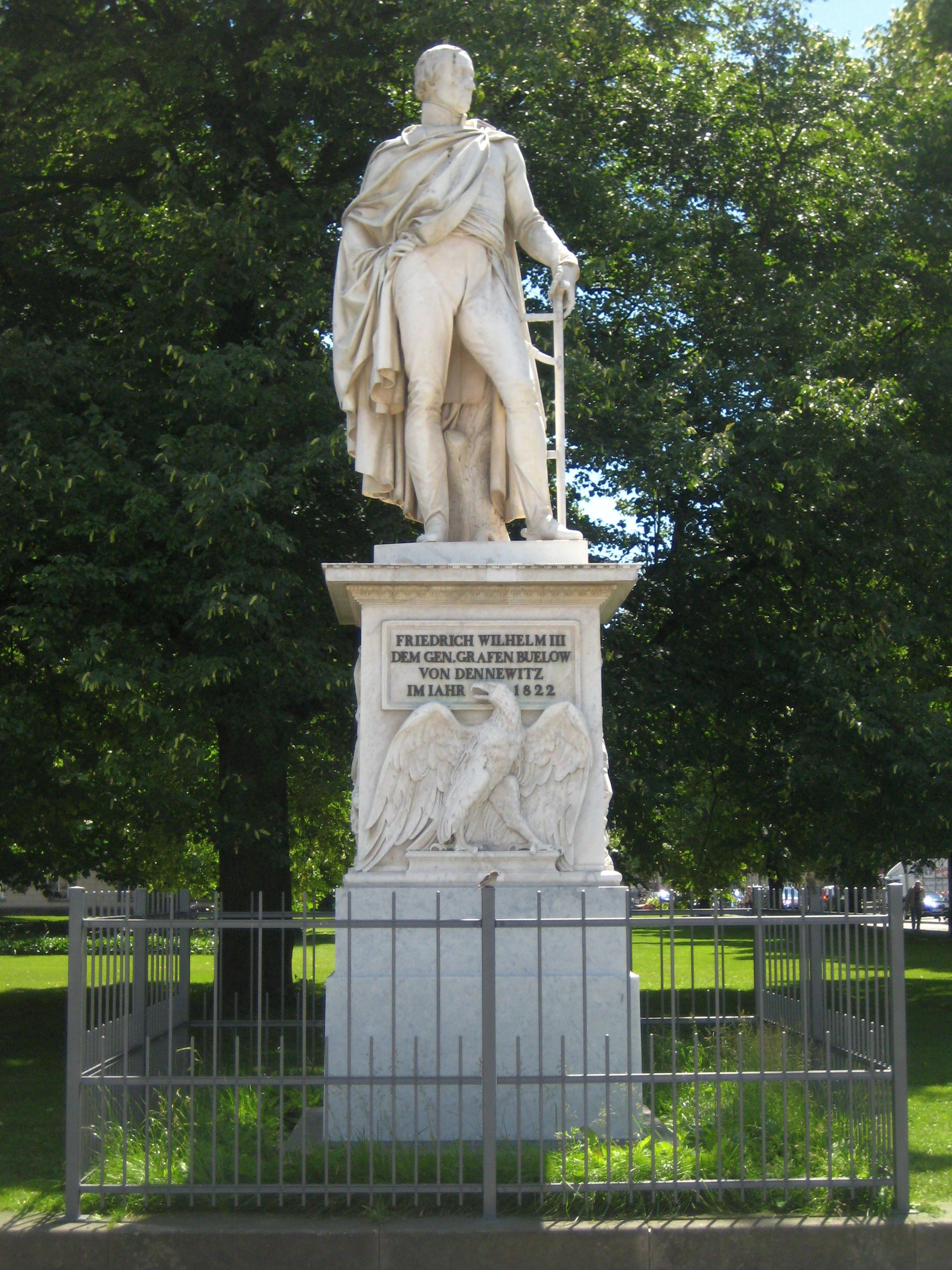
Bülow-Denkmal
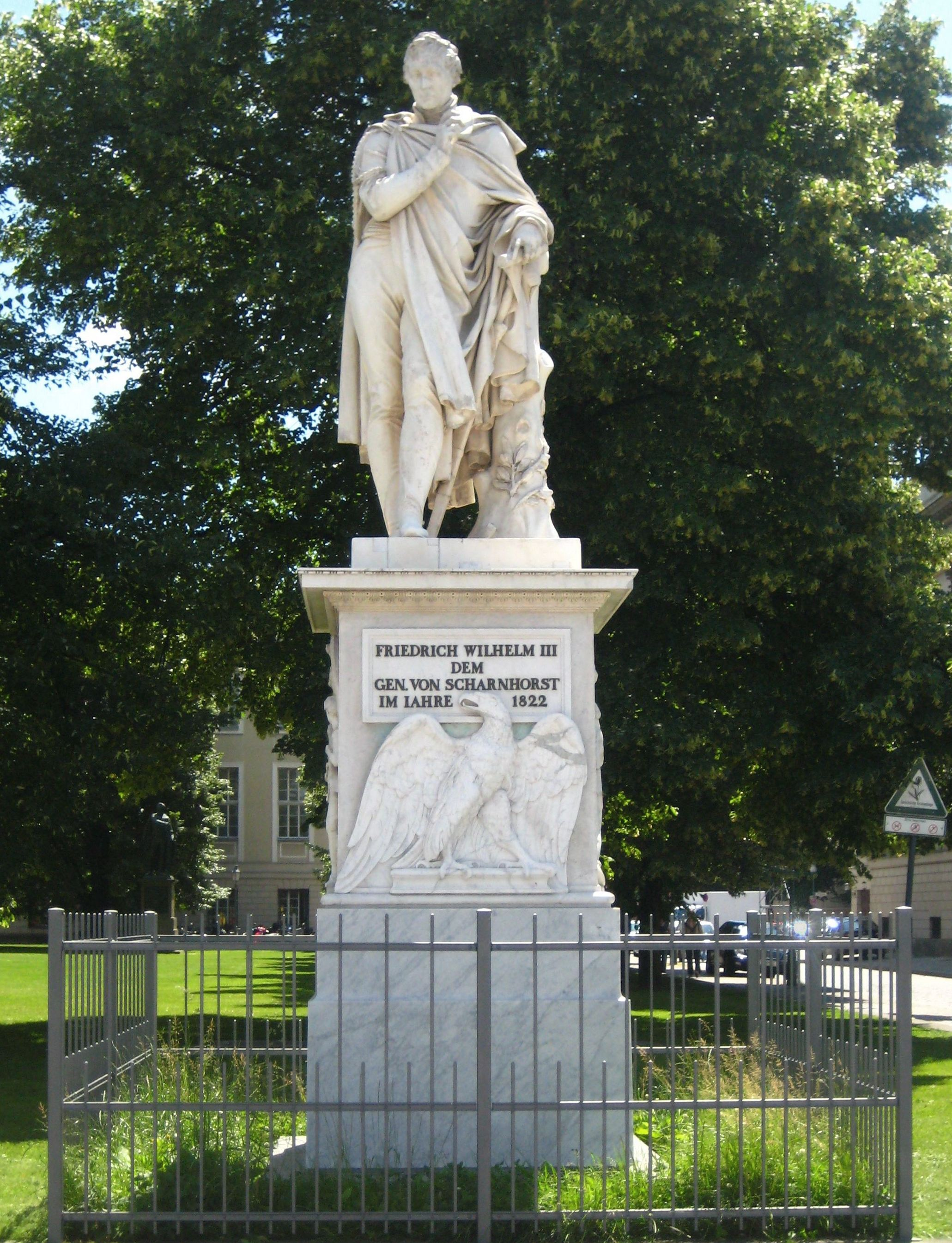
Scharnhorst-Denkmal
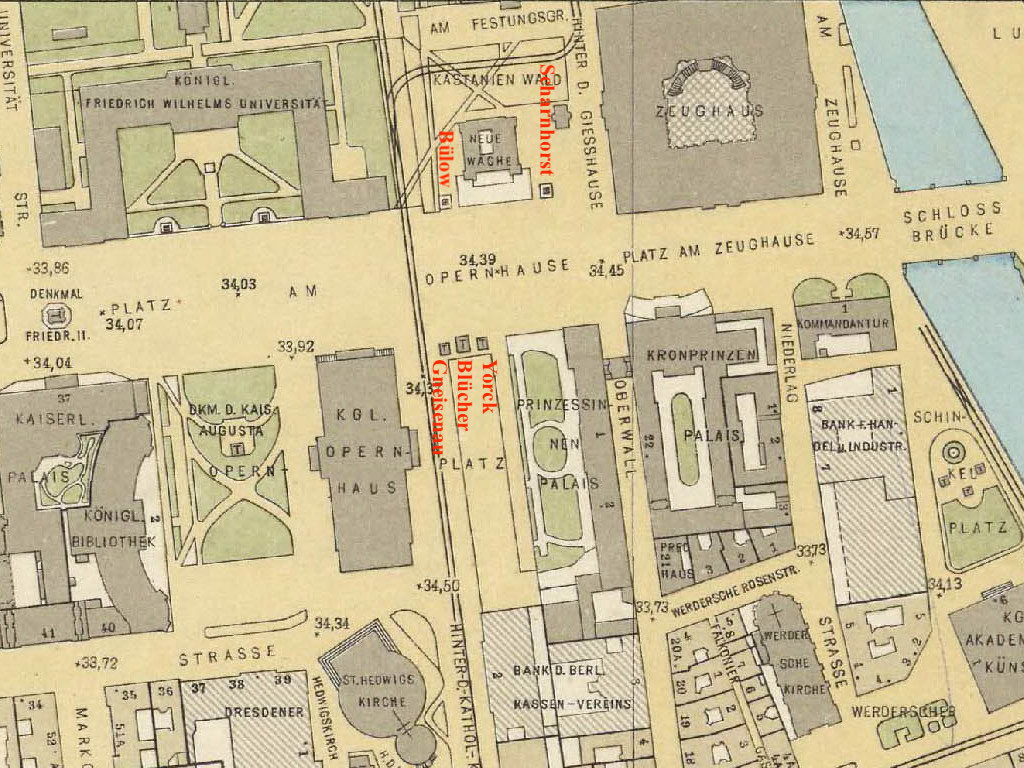
Ursprüngliche Standorte der Denkmäler